# Tadeusz Dobrzeniecki
Tadeusz Dobrzeniecki (ur. 7 lutego 1914 w Warszawie, zm. 2 sierpnia 1999 tamże) – mediewista, kurator Galerii Sztuki Średniowiecznej Muzeum Narodowego w Warszawie, uczeń wybitnego polskiego badacza sztuki średniowiecznej profesora Michała Walickiego.

## Życiorys
Urodził się w rodzinie Józefa, mechanika, i Zofii z Mączewskich. W latach 1924–1932 uczęszczał do Państwowego Gimnazjum im. Tadeusza Czackiego w Warszawie. W latach 1932–1938 studiował filozofię i teologię katolicką w Uniwersytecie Warszawskim.
W okresie okupacji niemieckiej studiował filozofię i historię sztuki na tajnych kompletach Uniwersytetu Warszawskiego.
W roku 1945 rozpoczynał pracę w Dziale Sztuki Średniowiecznej Muzeum Narodowego w Warszawie. Doktoryzował się w 1963 r., habilitował się w 1965 r. Od 1973 do 1991 r. był kuratorem Galerii Sztuki Średniowiecznej. W 1993 r. uzyskał tytuł profesora. W latach 1981–1988 był zatrudniony na Katolickim Uniwersytecie Lubelskim w charakterze docenta, kierował Katedrą Historii Sztuki Średniowiecznej.
Był badaczem sztuki europejskiej, polskiej plastyki romańskiej i gotyckiej, snycerstwa XIV–XV wieku, sztuki Wita Stwosza. Często zwracał się ku Wschodowi chrześcijańskiemu jako kolebce wielu rozwiązań ikonograficznych przenoszonych z Palestyny do Bizancjum a następnie do Europy.
Jego zainteresowania obejmowały ikonografię maryjną. W pracy pt. „Hagia Maria Theotokos w sztuce wczesnochrześcijańskiej” wskazał, że ideowym odpowiednikiem Bogurodzicy (najstarszej zachowanej polskiej pieśni religijnej) mogła być grupa Deesis. Zajmował się obrazem-ikoną Matki Boskiej Częstochowskiej.  Interesowały go treści ideowe i ikonografia, najbardziej oryginalnych kreacji Średniowiecza – Krucyfiksu, Piety, kompozycji „Imago Pietatis” i przedstawień pokrewnych, tematu „Maiestas Domini” w Europie i w chrześcijańskiej Nubii. Systematycznie penetrował utwory literatury średniowiecznej, przede wszystkim traktat pasyjny.
Badał zagadnienia, takie jak Quinitas (pięć Osób Trójcy św.) na Poliptyku Toruńskim z końca XIV w., „Milczenie św. Anny” na fresku z Faras z VIII w., odległą późno antyczną genezę polskiego portretu trumiennego.
Obejmował refleksją całokształt zjawisk artystycznych na ziemiach polskich, czego wyrazem były dwa tomy poświęcone sztuce sakralnej w Polsce „Malarstwo” (współautor) i „Rzeźba Sakralna w Polsce” a także książka „Sztuka sakralna w Polsce na ziemiach zachodnich i północnych” oraz „Kościoły polskie odbudowane i wybudowane” (1945–1965). Był współautorem (wraz z prof. K. Górskim, Wł. Kuraszkiewiczem i Z. Rozanow) edycji rękopisu Rozmyślania dominikańskie z około roku 1532. Sporządził także obszerny naukowy komentarz w faksymilowym wydaniu Ewangeliarza Gnieźnieńskiego z XI w.
Dzieło sztuki starał się pojmować w powiązaniu z jego funkcją w świątyni, odnajdywał w jego temacie i ikonografii odzwierciedlenie myśli teologicznej, liturgii albo też prywatnej dewocji. Był autorytetem naukowym warszawskiego środowiska mediewistów-historyków sztuki średniowiecznej. Prowadził wiele prac magisterskich, recenzując także szereg prac doktorskich. Pod jego kierunkiem  powstały m.in. prace nad opublikowanym w 1965 dyptykiem bizantyjskim z cyklem heortologicznym z XII w. przechowywanym w Muzeum Narodowym w Warszawie.
Zmarł w Warszawie, pochowany na cmentarzu Wojskowym na Powązkach (kwatera A 25-7-27).

## Publikacje

### Książki
- Drzwi gnieźnieńskie (1953)
- Tryptyk z Pławna (1954)
- Sztuka sakralna w Polsce: malarstwo (1958)
- Wrocławski pomnik Henryka IV: z dziejów pomników piastowskich na Śląsku do połowy XIV wieku (1964)
- Kościoły w Polsce (1969)
- Sztuka sakralna w Polsce: na Ziemiach Zachodnich i Północnych (1976)
- Rzeźba sakralna w Polsce  (1980)

### Artykuły
- 1968 Chrystus Frasobliwy w literaturze średniowiecznej, „Biuletyn Historii Sztuki”, R. 30, nr 3.

## Ordery i odznaczenia
- Złoty Krzyż Zasługi (11 lipca 1955)[3]
- Medal 10-lecia Polski Ludowej (19 stycznia 1955)[4]